# Clube Atlético Cerrado
O Clube Atlético Cerrado é um clube de futebol brasileiro, da cidade de Paraíso do Tocantins, no estado do Tocantins.

## História
O Atlético Cerrado foi fundado em 30 de setembro de 2006. Após ganhar o estatuto de clube profissional, passou a disputar a segunda divisão do Campeonato Tocantinense de Futebol a partir de 2009.
Em sua estreia em competições, chegou até a semifinal, após eliminar o União Araguainense nos pênaltis na segunda fase. Perdeu a vaga na decisão para o Interporto. Repetiria a dose em 2010, ao atingir a fase semifinal e ser novamente eliminado por uma equipe que se sagraria campeã, o Guaraí.
Em 2011, com a mudança no regulamento do campeonato, que adotou o critério dos pontos corridos para definir os dois finalistas, o Atlético Cerrado não passou da primeira fase, terminando na quarta colocação. Teve o mesmo destino no ano seguinte, quando foi o quinto colocado. Em 2013, fez sua pior participação na competição, obtendo apenas uma vitória e encerrando sua participação na lanterna de seu grupo, em sétimo lugar no geral. 
No ano de 2018, o time foi campeão do Campeonato Tocantinense de Futebol - Segunda Divisão. Assim conseguindo o inédito acesso à Primeira divisão.

## Títulos
| ESTADUAIS | ESTADUAIS                            | ESTADUAIS | ESTADUAIS  |
|           | Competição                           | Títulos   | Temporadas |
| --------- | ------------------------------------ | --------- | ---------- |
|           | Campeonato Tocantinense - 2ª Divisão | 1         | 2018       |

## Estatísticas

### Participações
|  | Participações em 2020 |

| Competição | Competição              | Temporadas | Melhor campanha    | Estreia | Última | P | R |
| Tocantins  | Campeonato Tocantinense | 2          | 6º colocado (2017) | 2019    | 2020   |   | 1 |
| Tocantins  | Segunda Divisão         | 7          | Campeão (2018)     | 2009    | 2018   | 1 |   |

### Desempenho em competições oficiais
Campeonato Tocantinense
| Ano  | 2019 | 2020 |
| Pos. | 6º   | 8º   |
| ---- | ---- | ---- |

Campeonato Tocantinense - (2ª Divisão)
| Ano  | 2009 | 2010 | 2011 | 2012 | 2013 | 2014 | 2015 | 2016 | 2017 | 2018 |
| Pos. | 4º   | 3º   | 4º   | 5º   | 7º   | —    | 7º   | —    | —    | 1º   |
| ---- | ---- | ---- | ---- | ---- | ---- | ---- | ---- | ---- | ---- | ---- |

Legenda:
     Campeão
     Rebaixado à divisão inferior